# 大川周明
大川 周明（おおかわ しゅうめい、1886年（明治19年）12月6日 - 1957年（昭和32年）12月24日）は、日本の思想家。国家社会主義者
1918年、東亜経済調査局・満鉄調査部に勤務し、1920年、拓殖大学教授を兼任する。1926年、「特許植民会社制度研究」で法学博士の学位を受け、1938年、法政大学教授大陸部（専門部）部長となる。その思想は、近代日本の西洋化に対決し、精神面では日本主義、内政面では社会主義もしくは統制経済、外交面ではアジア主義を唱道した。
東京裁判においては、唯一、民間人としてA級戦犯の容疑で起訴された。しかし梅毒による精神障害と診断され、訴追免除となった。なお、晩年はクルアーン全文を翻訳するなどイスラーム研究で優秀な実績を残した。

## 生涯

### 青年期
山形県酒田市出身。祖先は代々「大川周賢」を襲名してきた医師の家系である。荘内中学校（現：山形県立鶴岡南高等学校）、第五高等学校を卒業し、東京帝国大学文科大学卒（印度哲学専攻）。荘内中時代は、庄内藩の儒者・角田俊次宅に師事し、このときに漢学の素養を身につけた。また『南洲翁遺訓』（西郷隆盛が遺した言葉を庄内の人々が纏めたもの）を何度も読み、傾倒する。五高時代には、栗野事件（入学試験における学校当局の不正事件）で自ら先頭に立ち活躍した。大学時代は先賢古聖を思索する中で頓挫・懊悩し、救いをキリストに求めた。キリスト教系の新興宗教団体「道会」に加入。大正2年（1913年）、道会創立者松村介石に依頼され、歴代天皇の業績を表した『列聖伝（れっせいでん）』の出版を試みたが、実現しなかった。やがてキリスト教会の物質を偏軽する道徳の虚偽に憤り、社会制度の根本的改造を必要とし「マルクスを仰いで吾師とした」。さらにプラトンの国家理想を知り、「キリストもマルクスも最早吾師に非ずと思った」。エマソン、ダンテ、ヘーゲル等等西洋古典哲学の遍歴からインド哲学に回帰没頭した。
英語、フランス語、ドイツ語、サンスクリットの各言語に通暁し、アラビア語はクルアーンを全文翻訳するほどほぼ通暁で、中国語、ギリシア語、ラテン語でもこれを目指した。学生時代には参謀本部でドイツ語の翻訳をしており、宇垣一成、荒木貞夫、杉山元、建川美次、東条英機、永田鉄山、岡村寧次らと知己があった。

### 思想家

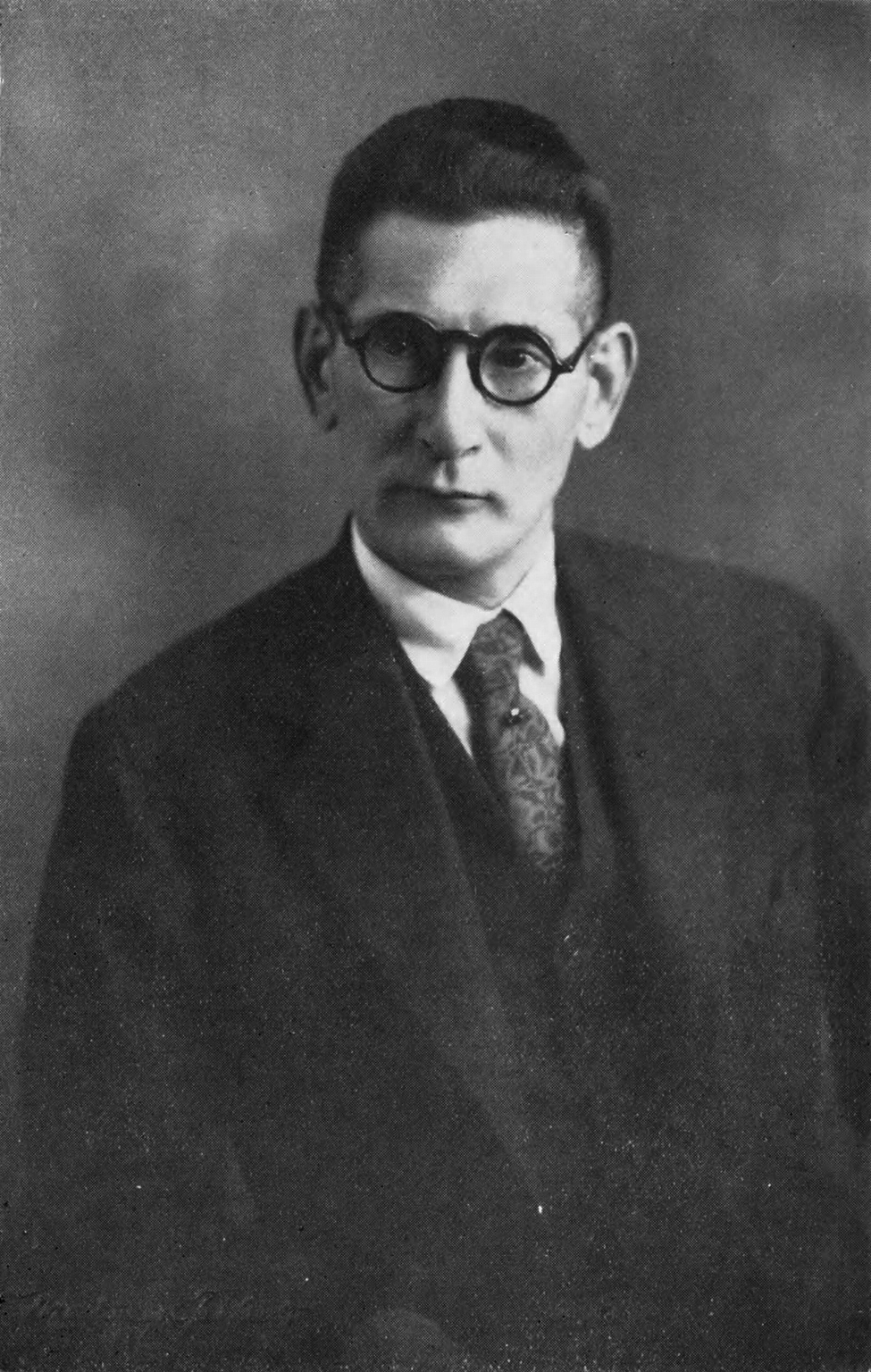
大川周明（1936年）

大学卒業後、インドの独立運動を支援。ラース・ビハーリー・ボースやヘーラムバ・グプタを一時期自宅に匿うなど、インド独立運動に関わり、『印度に於ける國民的運動の現狀及び其の由來』（1916年）を執筆。日本が日英同盟を重視して、イギリス側に立つことを批判し、インドの現状を日本人に伝えるべく尽力した。
1918年（大正7年）には南満洲鉄道に入社する。これは、初代満鉄総裁の後藤新平に、植民地インドに関する研究論文が評価されたことによる。のち、満鉄東亜経済調査局の編輯（）課長を務める。1929年財団法人東亜経済調査局理事長、1939年法政大学教授・大陸部長。
イスラム教に関心を示すなど、アジア主義の立場に立ち、研究や人的交流、人材育成につとめ、アジアの各地域に於ける独立運動や欧米列強の動向に関して『復興亜細亜の諸問題』（1922年）で欧米からのアジアの解放とともに「日本改造」を訴えたり、アブドゥルアズィーズ・イブン＝サウード、ケマル・アタチュルク、レザー・パフラヴィーらの評伝集である『亜細亜建設者』（1941年）を執筆した。ルドルフ・シュタイナーの社会三層化論を日本に紹介もしている（「三重国家論」として翻訳）。
一方、日本精神復興を唱えて佐藤信淵、源頼朝、上杉謙信、横井小楠らの評伝をまとめ『日本精神研究』（1924年）を執筆。日本史を概観する書物として『日本二千六百年史』（1939年）を著す。同書は大ベストセラーとなるが、当時賊徒とみなされていた北条義時、北条泰時、足利尊氏・直義兄弟を称賛するなどの内容があったため批判され、改訂を余儀なくされる。
1932年（昭和7年）に日本国家社会主義学盟が発足すると顧問に就任した。

### 政治・軍事への関与
大正・昭和期に、北一輝、満川亀太郎らと親交があり、特に北一輝とは上海で2日間語り合い、北が計画している「日本改造」の原稿を託される。その際、北が「君も命を狙われているだろうから」と仕込み槍を贈られたという逸話がある。
日本で普通選挙運動が盛んだった頃、「日本改造」を実践する結社猶存社や、行地社、神武会を結成。貴族院議員の徳川義親侯爵と親交が深く、徳川から金銭的援助を受けており、徳川は、大川やその他日本改造主義者たちの経済的パトロンであった。三月事件・十月事件・血盟団事件などほとんどの昭和維新（クーデター）に関与し、五・一五事件でも禁錮5年の有罪判決を受けて、1936年（昭和11年）6月11日に豊多摩刑務所に収容。
満洲事変に際しては首謀者の一人板垣征四郎と親しく、笠木良明が結成した大雄峯会が柳条湖事件や自治指導部などで関わった満洲国の建国を支持し、在満邦人と満洲人民を政治的横暴から救うという視点から「新国家が成立し、その国家と日本との間に、国防同盟ならびに経済同盟が結ばれることによって、国家は満洲を救うとともに日本を救い、かつ支那をも救うことによって、東洋平和の実現に甚大なる貢献をなすであろう」と主張した（『文藝春秋』昭和7年3月号「満洲新国家の建設」）。北守南進を主張していたが、それはあくまでも「日中連携」を不可欠のものとしており、日中間の戦争を望むものではなかった。

### 日中戦争・第二次世界大戦中
日中戦争が勃発時大川は獄中にあった。1937年（昭和12年）10月13日に仮出所。五・一五事件に関係した民間人には本間憲一郎、頭山秀三（頭山満の三男）らがいたが既に釈放されており、大川が民間人最後の出所者となった。出所後は、しばらくの間、東京都品川区上大崎の自宅にて静養を続けた。
第二次世界大戦については、「最後の瞬間までこの戦争を望まず、1940年に、日本がもっと準備を整える時まで、戦争を引き延ばそうと努力した」と記述があるとおり、肥田春充とともに日英米戦回避のため開戦前夜まで奔走した。また、大東亜戦争中は大東亜省の大東亜共同宣言の作成にも携わった。
1942年1月に出版した『米英東亜侵略史』で、「我等の大東亜戦は、単に資源確保のための戦ではなく、実に東洋の最高なる精神的価値及び文化的価値のための戦であります」と述べている。
1944年（昭和19年）、神奈川県愛甲郡中津村にある熊坂長庵邸を購入し自宅とする。この邸宅は現在、古民家山十邸（国の登録有形文化財）となっている。

### 戦後

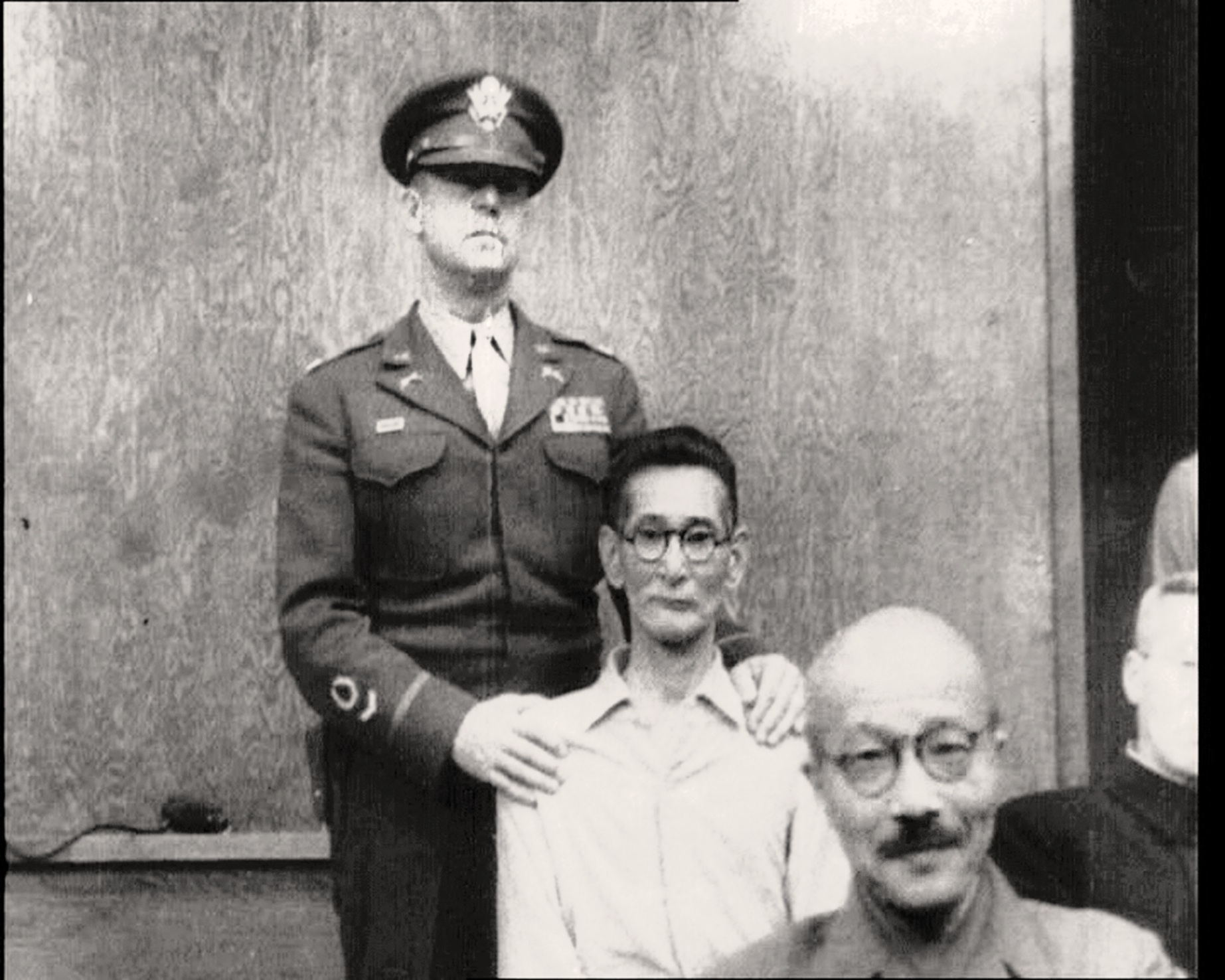
東條の頭を叩き両肩を抑えられる大川と苦笑する東條

戦後、1945年12月2日、連合国軍最高司令官総司令部は日本政府に対し大川を逮捕するよう命令（第三次逮捕者59名中の1人）、巣鴨拘置所に勾留された。逮捕者には軍人以外の者も多く含まれていたが、結果的に唯一A級戦犯の容疑で起訴された。1946年3月21日に極東軍事裁判被告人選定委員会に提出された報告書によると、訴追の理由として「扇動的な書物を出版し、講演で変革を訴え、超国家主義的右翼団体を結成」「陸軍が合法的独立国家の中国から満洲を奪取できるように、満洲事変の陰謀をめぐらした計画」が挙げられている。
東京裁判には大川は水色のパジャマを着用し、素足に下駄を履いて出廷した。開廷後、パジャマを脱ぎ始めたり、休廷中に前に座っている東條英機の頭を後ろから音がするほどの力で叩いたり（この場面を記録した映像が現存している。東條は叩かれようとも激怒したりせず微笑んでいた）、「インダー・コメンジー！（「Inder kommen Sie!、ドイツ語で「インド人よ来たれ」の意。アメリカはインディアンを収奪したことを主張していたという説がある）」、または「イッツア・コメディ！（It's a comedy!、戦勝国による裁判に対する不公正を主張した説がある）」、「アイ、アイ・シンク（I, I think）(我思うゆえに我ありで知られる、何らかの哲学的思想的主張を行おうとしたと言う説もある)」などと支離滅裂な言動を行ったため、法廷内で失笑を誘った。
15分間の休廷中、オーストラリアのウェッブ裁判長は大川を精神異常と判断し、1947年4月9日、彼を正式に裁判から除外した。大川は都内のアメリカ軍病院に入院させられ（のち東大病院、松沢病院に転院）、主治医の内村祐之により梅毒による精神障害と診断された。
マラリア療法による治療を受けたのち症状は改善し、本人も裁判を受ける事を主張したが、裁判所側が裁判能力を回復しているとするアメリカ軍病院側ではなく、「裁判を受けられるまでには回復していない」とする内村の鑑定所見を採用したため、裁判には戻されず、松沢病院での入院が続いた。入院中、以前より念願であったクルアーン全文の翻訳を完成する。なお東京裁判終了後まもなく退院。東京裁判で起訴された被告人の中では、裁判終了時に存命していて有罪にならなかった唯一の人物となった。この間、公職追放となる。

### 晩年
その後は、神奈川県愛甲郡中津村の自宅で過ごし、「瑞穂の国」を築く為の農村復興運動に取り組んだ。1957年12月24日に死去。大川の墓銘は歴史学者平泉澄の揮毫。

### 没後
1958年（昭和33年）、瀧泉寺（目黒不動尊）に、碑文を大川周明が書いた「北一輝先生碑」が建立された。

## 代表的著作

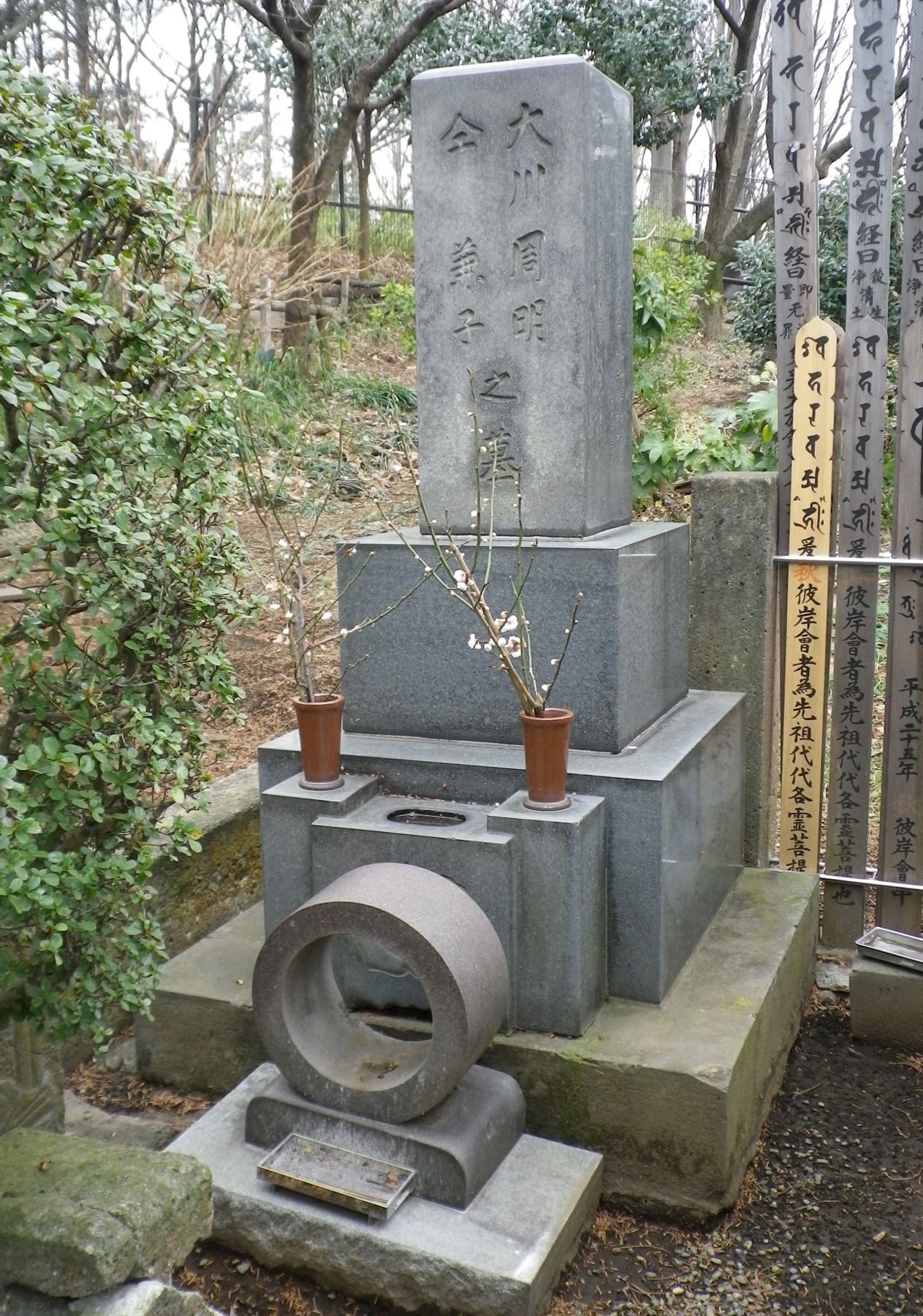
大川の墓

- 『復興亜細亜の諸問題』（1922年、大鐙閣）
  - 中公文庫 1993年
- 『日本及日本人の道』（1926年、行地社出版部）
- 『特許植民会社制度研究』（1927年、東京宝文館）
- 『日本精神研究』（1930年、文録社）
- 『国史読本』（1931年、先進社）
- 『日本二千六百年史』（1939年、第一書房）
- 『亜細亜建設者』（1941年、第一書房）
- 『米英東亜侵略史』（1942年、第一書房）
佐藤優による解説版（小学館および小学館文庫）も刊（下記参照）
- 『回教概論』（1942年、慶応書房）
  - 中公文庫、1992年
- 『大東亜秩序建設』（1943年、第一書房）
- 『古蘭』（1950年、岩崎書店）
- 『安楽の門』（1951年、出雲書房）。大川周明顕彰会、1988年
- 『大川周明全集』（全7巻）、同刊行会編・岩崎学術出版社、1961年-1974年
- 『大川周明関係文書』 同刊行会編・芙蓉書房出版、1998年、ISBN 4829502037
- 『近代日本思想大系21 大川周明集』筑摩書房、1975年。橋川文三責任編集
- 『日本的言行 叢書日本人論16』大空社、1996年

著作（改訂新版）
- 『頭山満と近代日本』 春風社 2007年、中島岳志編解説
- 『道 大川周明道徳哲学講話集「人格的生活の原則・中庸新註」』 書肆心水、2008年
- 『特許植民会社制度研究 大航海時代から二十世紀まで』 書肆心水、2008年
- 『アジア主義者たちの声 （下）』 （同上、2008年）
  - 五・一五事件調書、「振興アジアの諸問題」序、北一輝君を憶う 他を収録。
- 『文語訳 古蘭 （上・下）』（同上、2009年）
- 『敗戦後』（同上、2010年）
- 『マホメット伝』（同上、2011年）
- 『大川周明世界宗教思想史論集』（同上、2012年）
- 『安楽の門』（同上、2015年）
- 『回教概論』 ちくま学芸文庫、2008年。中村廣治郎解説
- 『大川周明「獄中」日記 米英東亜侵略史の底流』 毎日ワンズ、2009年
- 『日本二千六百年史 米英東亜侵略史 復興亜細亜の諸問題』
  - 呉PASS出版（ネット販売）、2017年。初版復刻本・ソフトカバー
  - 『復興亜細亜の諸問題（上・下）』、『米英東亜侵略史』- ※以下は電子書籍も刊
  - 『日本二千六百年史』、各 土曜社「土曜文庫」、2017-19年
- 『日本二千六百年史』 毎日ワンズ、2008年、新書版2017年、増補版2021年
- 『復興亜細亜の諸問題・新亜細亜小論』 新編・中公文庫、2016年。大塚健洋解説
- 『日本精神研究』 徳間書店、2018年
- 『大東亜秩序建設／新亜細亜小論』 徳間書店、2018年
- 『大川周明「世界史」』 毎日ワンズ、2019年
- 『壇上の大川周明』 毎日ワンズ、2022年

## 関連作品
小説
- 荒俣宏『帝都物語』(角川書店)
- 松本清張『砂の審廷 小説東京裁判』

マンガ
- やまむらはじめ『カムナガラ』（少年画報社）

映画
- 『重臣と青年将校 陸海軍流血史』（1958年、演：丹波哲郎）
- 『プライド・運命の瞬間』（1998年、演：石橋蓮司）

テレビドラマ
* 『山河燃ゆ』（1984年、演：庄司永建）
- 『二つの祖国』（2019年、演：笑福亭鶴瓶）

## 関連文献
伝記・研究
- 大塚健洋 『大川周明と近代日本』（木鐸社、1990年 ISBN 4833221500）
- 同上 『大川周明 ある復古革新主義者の思想』(中公新書 1995年 講談社学術文庫 2009年)
- 田々宮英太郎「大川周明、疑惑の狂気説」、『検索！二・二六事件 - 現代史の虚実に挑む』 雄山閣出版 1993年
- 刈田徹 『大川周明と国家改造運動』（人間の科学社、2001年、ISBN 482260201X）
- 松本健一 『大川周明』（作品社、1986年）、岩波現代文庫、2004年 ISBN 4006030991
- 佐藤優 『日米開戦の真実 大川周明著『米英東亜侵略史』を読み解く』（小学館、2006年、ISBN 409389731X）、小学館文庫、2011年（電子書籍も刊）
- 呉懐中 『大川周明と近代中国』（日本僑報社、2007年、ISBN 4861850606）
- 関岡英之 『大川周明の大アジア主義』（講談社、2007年、ISBN 4062879220）
- 臼杵陽 『大川周明 イスラームと天皇のはざまで』（青土社、2010年 ISBN 4791765567）
- 大森美紀彦 『日本政治思想研究―権藤成卿と大川周明』（世織書房、2010年 ISBN 4902163500）
- 玉居子精宏 『大川周明 アジア独立の夢 志を継いだ青年たちの物語』（平凡社新書、2012年 ISBN 4582856519)

資料
- 『大川周明日記 明治36年～昭和24年』岩崎学術出版社、1986年
- 『大川周明旧蔵書目録 酒田市立光丘文庫所蔵』酒田市立図書館、1994年
- 『大川周明「獄中」日記 米英東亜侵略史の底流』毎日ワンズ、2009年